# Башня Лянцкоронская
Лянцкоронская башня — одна из крепостных башен Старого замка города Каменец-Подольский. Построена в конце XIV—XV вв.

## История
Башня была заложена ещё предположительно в конце XIV века. Размещена посредине северо-восточной оборонительной стены Старой крепости. Сначала предположительно была надвратной. В ходе работ по реконструкции замка в середине XVI века, под руководством Й. Брейтфуса была отремонтирована, её интерьер был перестроен. В 1672 году в ходе штурма турецкой армией Каменца-Подольского, верхняя её часть была разрушена. В 1790 году проведена новая реконструкция.

## Описание
Её высота со стороны внутреннего двора замка 14 м, северного двора — 15 м. Диаметр 8,8 м, толщина стен около 2 метров. Первый ярус башни перекрыт коробовым сводом; два верхних яруса имеют перекрытия по балкам. Окно на восточном фасаде второго этажа содержит плиту с геральдическими знаками. Бойницы ключевидной формы. Стены частью сохранили штукатурку со следами декора. Лянцкоронская башня является фланкирующей. По определению архитектора Е. Пламеницкой возможно относится к так называемому Краковскому типу. Старый замок Каменца-Подольского имеет три башни такого типа.